# Тучапи (Грубешівський повіт)
Тучапи (пол. Tuczapy) — село в Польщі, у гміні Мірче Грубешівського повіту Люблінського воєводства. Населення — 274 особи (2011).

## Історія
За королівською люстрацією 1589 р. Тучапи — село округи Тишівців Белзького повіту Белзького воєводства в оренді Волковиського, налічувалось 5 і 3/4 лану оброблюваної землі, 2 загородників, 1 швець, 1 втікач і 3 коморники.
За даними етнографічної експедиції 1869—1870 років під керівництвом Павла Чубинського, у селі проживали греко-католики, які розмовляли українською мовою.
6-15 липня 1947 року під час операції «Вісла» польська армія виселила зі села на приєднані до Польщі північно-західні терени 8 українців. У селі залишилося 232 поляки.
У 1975—1998 роках село належало до Замойського воєводства.

## Населення
Демографічна структура станом на 31 березня 2011 року:
|          | Загалом | Допрацездатний вік | Працездатний вік | Постпрацездатний вік |
| -------- | ------- | ------------------ | ---------------- | -------------------- |
| Чоловіки | 134     | 23                 | 91               | 20                   |
| Жінки    | 140     | 25                 | 64               | 51                   |
| Разом    | 274     | 48                 | 155              | 71                   |

## Особистості

### Народилися
- Михайло Кумецький (1867—1943) — український поет.